# 岩見隆夫
岩見 隆夫（いわみ たかお、1935年10月6日 - 2014年1月18日）は、日本のジャーナリスト、政治評論家。毎日新聞社特別顧問。

## 略歴
関東州（現：中国）大連生まれ、山口県防府市育ち。山口県立防府高等学校、京都大学法学部卒業後、1958年毎日新聞社入社。社会部記者、政治部記者、政治部副部長、秘書室長、論説委員、出版局次長兼サンデー毎日編集長、編集委員室長、東京本社編集局次長、編集局編集委員、編集局政治担当特別顧問を最後に、2007年3月31日で退社。
毎日新聞の編集局長時代には、夕刊紙上で「グリコ事件で取り調べ 江崎社長の知人ら4人」と一面から社会面まで誤報を掲載した経緯がある（毎日新聞のグリコ・森永事件に関する捏造事件）。後日辞任し「行き過ぎ紙面を自戒」と紙上に文面を掲載した。
政治評論家としても活動しており、毎日新聞やサンデー毎日に連載欄を持つ。政見は改憲容認など毎日新聞の社論よりは保守的なものが多い。1992年には連載企画「新編・戦後政治」やコラム「近聞遠見」の執筆で、政治報道に新生面を開いたことが評価されて、日本記者クラブ賞を受賞している。
毎日新聞社退社後は、クルーズ客船「飛鳥II」による約3ヶ月間の世界一周旅行（2007年4月初旬放送のTBS『みのもんたの朝ズバッ!』にてクルーズ客船を特集した際、出発間近の同船に岩見が乗ることをみのもんたが口にした）を経て、2007年夏頃より毎日新聞客員編集委員として再始動。9月13日には春までレギュラー出演していたテレビ朝日『やじうまプラス』で久々に出演した。2012年10月1日付で特別顧問に就任。2013年、末期肝癌であることを公表。5月24日に緊急手術を受けたため、一切の仕事を取り止めて治療に専念するものの、新聞『近聞遠見』、サンデー毎日『サンデー時評』の両コラムは継続する意向を示していた。2014年1月18日、肺炎のため死去。78歳没。

## コラム「近聞遠見」
1989年9月から毎日新聞で政治コラム「近聞遠見」を週1回連載していた。2013年12月7日付け『政治家の伴侶としての「女」』が絶筆となる。

### 事実誤認
2009年5月30日に毎日新聞に掲載されたコラム「近聞遠見」において、事実誤認に基づき首相を批判したことが問題になった。
問題のコラムで岩見は、麻生太郎首相と鳩山由紀夫民主党代表との初の党首討論での麻生の発言の一部を取り上げ、「「殉じる」とは言ってない」との見出しで「麻生の思い込み」と非難していた。しかし、鳩山は「小沢氏の下での幹事長だ。殉じるときは殉じる」と発言しており、実際には岩見の思い込みであった。
2009年6月13日に同コラムの末尾に「お詫び」と題する訂正が出された。「筆者の記憶、調査が不十分だったための間違いで、深くおわびし、訂正します」と説明している。ネット版では問題の回のコラムが削除された。

## 役職
- 日本エッセイスト・クラブ理事
- 特定非営利活動法人江戸城再建を目指す会顧問
- 日本インターネット新聞株式会社取締役[10]

## 出演番組
- みのもんたのサタデーずばッと（TBS、ゲストコメンテーター扱いだがほぼ毎週出演。2007年度上半期は先述の通り一時降板していた）
- 週刊 岩見隆夫『サンデー時評』（シアター・テレビジョン（スカパー!262ch ほか）毎日新聞、サンデー毎日でおなじみの週刊コラム（近聞遠見/サンデー時評）を映像化したミニ番組。聴いて楽しむTVコラム。WEBのピラニアTVでも無料配信している）

過去
- 今晩は・WADAです (TBS)
- めざましテレビ週末号（フジテレビ）
- 土曜一番!花やしき（フジテレビ）
- やじうまワイド（テレビ朝日、1998年3月30日 - 2002年6月29日）金曜日コメンテーター）※肩書きは毎日新聞編集局顧問。
- やじうまプラス（テレビ朝日、火曜レギュラーコメンテーター）
- 時事放談（TBS / BS-TBS、司会・ホスト）
- スーパーJチャンネル（テレビ朝日、2010年6月3日）
- 朝のファンファーレ（TBSラジオ、レギュラーコメンテーター）

## 主な著書
- 『孤高の暴君 小泉純一郎』大和書房（だいわ文庫）、2006年、ISBN 4479300244
- 『角栄以後』 講談社+α文庫（上・下）、2005年、ISBN 4062569078
- 『陛下の御質問-昭和天皇と戦後政治』文藝春秋（文春文庫）、2005年、ISBN 416767940X。徳間文庫、1995年
- 『日本の歴代総理大臣がわかる本』三笠書房、2001年、ISBN 4837919065。知的生きかた文庫、2004年
- 『竜馬はまだか-岩見隆夫の政界スキャン』学陽書房、2000年、ISBN 4313815104
- 『なめられてたまるか』毎日新聞社、1999年、ISBN 4620313394
- 『田中角栄－政治の天才』学陽書房（人物文庫）、1998年
- 『永田町のキーマンたち』徳間書店（徳間文庫）、1996年、ISBN 4198905584
- 『再見戦後政治』毎日新聞社、1995年、ISBN 4620310255
- 『実録・橋本龍太郎』朝日ソノラマ、1995年、ISBN 4257034599
- 『昭和の妖怪 岸信介』朝日ソノラマ、1994年、ISBN 4257033908。「岸信介 昭和の革命家」人物文庫、1999年。中公文庫、2012年
- 『平成大政変の内幕』中央公論社、1993年、ISBN 4120022684
- 『自民党没落の軌跡 鈍刀とカミソリの功罪』朝日ソノラマ、1993年、ISBN 4257033754
- 『あのころのこと-女性たちが語る戦後政治』毎日新聞社、1993年、ISBN 4620309532
- 『中曽根康弘の鼻歌が聞こえる』潮出版社、1986年、ISBN 4267010870

## その他
- 長男の岩見一太は元全学連（革マル派）委員長。現在は革マル派から離脱している。
- 三男の岩見大三は三鷹市議会議員（民主党所属）。